# Тип 93 (торпеда)
Торпеда Т-93 (яп. 九三式魚雷 Кюсансики гёрай) — парогазовая торпеда надводных сил ВМС Императорской Японии Второй Мировой войны. Основной особенностью торпеды Т-93 и ее модификаций являлось применение в парогазовом торпедном двигателем кислородного окислителя. Строевой шифр Т-93 связан с годом принятия торпеды на вооружение ВМС создания (1933 г. или 2593 г. от основания Императорской Династии (восшествия на престол Императора Дзимму). В западной исторической литературе широко известна под названием Long Lance (с англ. — «длинное копьё»). Самая мощная, дальнобойная и скоростная торпеда своего времени.

## Торпедные окислители
После Первой мировой войны ВМС развитых стран начали принятие на вооружение и эксплуатацию прямоходных торпед с парогазовыми поршневыми аксиальными двигателями. Парогазовый поршневой двигатель внутреннего сгорания работает на силе горения распыленной газовой смеси горючего и окислителя (сжатый воздух). Вторым реализованным типом торпедного движителя стал электродвигатель. Парогазовые поршневые торпедные двигатели позволяли достичь высокой подводной скорости и большой дальности хода торпеды, но имели газовый выхлоп с большим количеством азота, который, не растворяясь в воде, давал отчетливый пузырьковый след на поверхности, демаскируя курс и скорость торпеды, а также направление на носитель. Электрический двигатель позволял избавиться от пузырькового выхлопа, однако имел ограниченную мощность и заряд батареи, уступая парогазовому в скорости и дальности хода торпеды.
Преимущества чистого кислорода как торпедного окислителя были известны достаточно рано, но из-за особенностей сгорания крайне взрывоопасным моментом был запуск двигателя (поджог горючей смеси на чистом кислороде). В 1933 г. Императорская Япония первой приняла на вооружение парогазовую кислородную торпеду и до конца Второй мировой войны была единственной страной-эксплуатантом торпед с кислородным окислителем. К результату Императорской Японии приблизились ВМС Великобритании, принявшие на вооружение и эксплуатировавшие воздушно-кислородную торпеду калибра 24,5 дм на обогащенном сжатом воздухе.
В отличие от воздушного, выхлоп парогазового кислородного двигателя не содержит азота, т.к. в качестве окислителя в нем применяется чистый кислород. Содержащиеся в выхлопе после сжигания чистого кислорода углекислый газ и водяной пар полностью водорастворимы, в связи с чем двигатель с кислородным окислителем не оставляет пузырькового следа, и малозаметность торпеды приближается к электрическим. При сгорании чистый кислород имеет намного большую теплоотдачу, нежели воздух, и теоретически торпеды с кислородным окислителем могут обеспечить значительно большую скорость и дальность хода.

## История создания
Первой рабочей парогазовой кислородной торпедой ВМС Японии стала разработанная коллективом минно-торпедного управления округа Курэ (начальник управления К. Кисимото, позднее директор завода Мицубиси-Нагасаки) и принятая на вооружение в 1933 г. Т-93 калибра 24 дм (конструктор Х. Асакума) .
Т-93 официально принята на вооружение надводных сил ВМС с 1933 г. (2593 г. от основания Династии).
- калибр 24 дм
- масса до 3 т (в зависимости от модификации)
- масса ВВ 0,5 т (480 кг)
- тяга движителя 64 кгс
- максимальная подводная скорость хода 52 уз. (96 км /ч)
- полная продолжительность подводного хода 13 мин. 45 сек.
- дальность до 22 км (120 каб)

Объявленные официальные характеристики в 42 уз. и 11 км (60 каб) указывали половинную дальность и занижали скорость хода торпеды на 10 уз.

### Принцип работы
В двигателях парогазовых торпед для работы под водой традиционно использовался сжатый воздух в качестве окислителя. При этом в подводном выхлопе содержалось до 80% нерастворимого в воде азота, который создавал отчетливо видимый на большой дистанции пузырьковый след на поверхности воды. В случае удаления азота из воздуха и использовании в качестве окислителя преимущественно кислорода, стало возможным получение намного большего КПД, повышения скорости и дальности хода и применение более тяжелой БЧ. При средней дальности хода торпед до 5 км (27 каб), повышение мощности двигателя с кислородом в качестве окислителя могло повысить расчетную дальность до 20-25 км (110-135 каб, предполагаемая дальность артиллерийского боя линейных сил）ходом до 50 уз. В отличие от торпед предыдущего поколения, торпеды с кислородным окислителем теоретически могли дать возможность эффективного торпедного залпа до вхождения в зону артиллерийского поражения.
Основным тактическим преимуществом кислородного торпедного окислителя, как уже говорилось, являлось отсутствие видимого в воде выхлопа, что в боевых условиях давало преимущества в малозаметности торпеды и большей вероятности поражения цели. При использовании кислорода в качестве окислителя содержащийся в выхлопе углекислый газ моментально растворялся в воде, исключая появление пузырькового следа на поверхности. По технологии ВМС Японии сжатый воздух применялся в системе запуска двигателя, поэтому торпеда давала отчетливый пузырьковый след первые 300-400 м (1,5-2 каб) после выхода из аппарата, но после начала подачи кислорода пузырьковый след уже было сложно заметить даже в полигонных условиях. Поздние модификации Т-93 в пусковой системе вместо воздуха уже использовали растворимый в воде, но токсичный тетрахлорид углерода.
ВМС других стран хорошо понимали преимущества использования кислорода в качестве окислителя для торпедных двигателей, однако опытные образцы показали высокую взрывоопасность кислородной установки, и от реализации подобной конструкции было решено отказаться. Получив информацию об опытах ВМС Великобритании 1920 гг. в области парогазовых кислородных двигателей, ВМС Японии начали собственную разработку подобной системы, с целью не отстать от ВМС ведущих стран. Также столкнувшись с проблемой высокой взрывоопасности, управление минно-торпедных вооружений Главного управления кораблестроения ВМС приняло решение об использовании сжатого воздуха при пуске и ступенчатом переходе на впрыск кислорода, что по результатам опытов дало необходимую степень безопасности кислородной установки. По некоторым источникам, в пусковой установке вместо сжатого воздуха использовалась искусственная кислород-углекислотная смесь, однако прямых подтверждений специалистов этому нет.

## Испытания
В результате технического сотрудничества с торпедным цехом округа Курэ с 1937 г. массовое производство Т-93 и Т-95 наладил завод вооружений Мицубиси-Нагасаки (конструктор по производству Х. Кусуноки), до конца войны изготовив 2,7 тыс. ед. торпед. Качество торпедного вооружения Мицубиси высоко ценилось на боевых кораблях, поскольку многочисленные заводские и полигонные испытания опытных образцов дали возможность заводу Мицубиси отладить технологию производства, выправить большинство конструктивных недочетов и выработать технику безопасности при эксплуатации торпеды.
Опытовый полигон завода Мицубиси-Нагасаки для торпед Т-93 и Т-95 находился в з. Омура на о. Кюсю (г. Омура, преф. Нагасаки,) 
- Рабочие режимы Т-93
  - 52 уз./22 км (119 каб)
  - 41 уз./33 км (178 каб)
  - 36 уз./40 км (215 каб)

При хранении и обслуживании парогазовых торпед с кислородным окислителем критичным являлось полнейшее отсутствие малейших частиц масла в воздушной системе, для полной очистки которой по технологии Мицубиси требовалось до 5 суток.
Испытания торпедного вооружения завода Курэ производились во Внутреннем море. До 1937 г. испытания производились в заливе района Оири г. Курэ (преф. Хиросима). После принятия на вооружение Т-93 для обеспечения испытаний дальноходной торпеды полигон был перенесен на небольшой о. Оцу в районе п. Токуяма (у южного оконечности о. Хонсю), где удаление до о. Сикоку позволяло проводить пуски Т-93 на полную дальность. Позднее именно о. Оцу стал известен как замаскированный центр подготовки экипажей особого назначения для таранных торпед Кайтэн.

## Эксплуатация
В первую очередь Т-93 предназначалась для комплекса торпедного вооружения легких (эсминцев) и крейсерских сил, для чего на всех кораблях с 1930 гг. имелись компрессионные адсорбционные установки и кислородные компрессора для получения сжатого кислорода из атмосферы. Применение кислородного торпедного окислителя являлось строжайшим секретом, в связи с чем не употреблялся даже термин «кислород», официально проходивший в корабельной документации как «Спецвоздух» или «Воздух-2»  (яп.  Токусюкуки/Дайникуки).

### Недостатки

#### Пуски на большую дальность
Торпеда Т-93 являлась прямоходной с гироскопическим автоматом курса без акустической системы самонаведения, в связи с чем процент залповых или одиночных попаданий на большую дальность был достаточно невысок. При дистанциях боя в 20-25 км (108-135 каб) парогазовой торпеде с кислородным окислителем и ходом 52 уз. (96 км/ч) потребуется более 10 мин., чтобы достигнуть расчетной точки, что исключает попадание в маневренную скоростную надводную цель. Даже при залпе с минимальной боевой дальности до 5 км (27 каб) до соприкосновения с кораблем противника торпеде необходимо до 3 мин. полного хода.
При пуске на удалении свыше 10 км (54 каб) Т-93 требовалось более 6 мин., чтобы достичь расчетной точки встречи подводным ходом 52 уз. (96 км/ч). В ходе боевых действий на Южном направлении было подтверждено, что прямоходные пуски Т-93 с гироскопическим наведением в упрежденную точку эффективны только если цель двигается неизменным курсом, как то
- поднимающий/принимающий авиацию авианосец
- уходящий полным ходом дивизион эсминцев
- ПЛ на курсе перископного прицеливания

Поскольку в ходе боя противник однозначно маневрирует и неоднократно меняет скорость хода и курс, то в реальных столкновениях залпы на максимальную дальность никогда не выполнялись. Даже так называемый веерный залп давал промахи по активно маневрирующему противнику, и в реальных условиях пуски на максимальную дальность не реализовывались. Подводные лодки при залпе на максимальную дальность также не имели возможности визуального подтверждения результатов залпа ни посредством наблюдения в перископ, ни посредством применения акустических систем.

#### Чувствительность взрывателя
Настройки чувствительности взрывателя Т-93 проводилась непосредственно в строевых частях. После войны один из специалистов минно-торпедного управления называл решение конструкторов использовать на Т-93 регулятор чувствительности взрывателя «серьезной ошибкой». Корабельные и береговые ТЭЧ настраивали взрыватель на максимальную чувствительность, чтобы избежать неподрыва при контакте с целью, в связи с чем уже в ходе боевых действий имели место преждевременные детонации. В ходе морских боев за о. Гуадалканал в ноябре 1942 г. тяжелый крейсерский дивизион Атаго-Такао из выгодной позиции произвел залп Т-93 по ЛК № 56 Вашингтон ВМС США. Торпеды достигли цели, однако при их попадании в кильватерный след ЛК Вашингтон произошел преждевременный подрыв БЧ.

## Модификации
- Т-93 — с боевой частью 0,5 т (тринитроанизол с тротиловым эквивалентом 1,06) (1933 г.).
- Т-93-3 — с боевой частью 0,8 т (1943 г.). Самая мощная торпеда Второй мировой войны.
- Т-95 — парогазовая кислородная торпеда для подводных сил (калибр 21 дм/533 мм)
- Т-97 — парогазовая кислородная торпеда для СМПЛ (калибр 18 дм/45 см)

#### Авиационная торпеда Т-94
Управлением минного-торпедного вооружения ГУК была разработана и в 1934 г. принята на вооружение ВМС авиационная торпеда Т-94 калибра 21 дм (также с кислородным двигателем). Кроме опасности при обслуживании и на подвеске, Т-94 воздушного сброса имела большое число недостатков по сравнению с Т-93, в том числе большое отклонение от курса после сброса, в связи с чем кислородный вариант авиаторпеды был признан неперспективным. Определенную роль здесь сыграло и то обстоятельство, что при воздушном сбросе характеристики полного хода торпеды имеют меньшее значение, чем при подводном или надводном залпе .

## Конструкция и характеристики

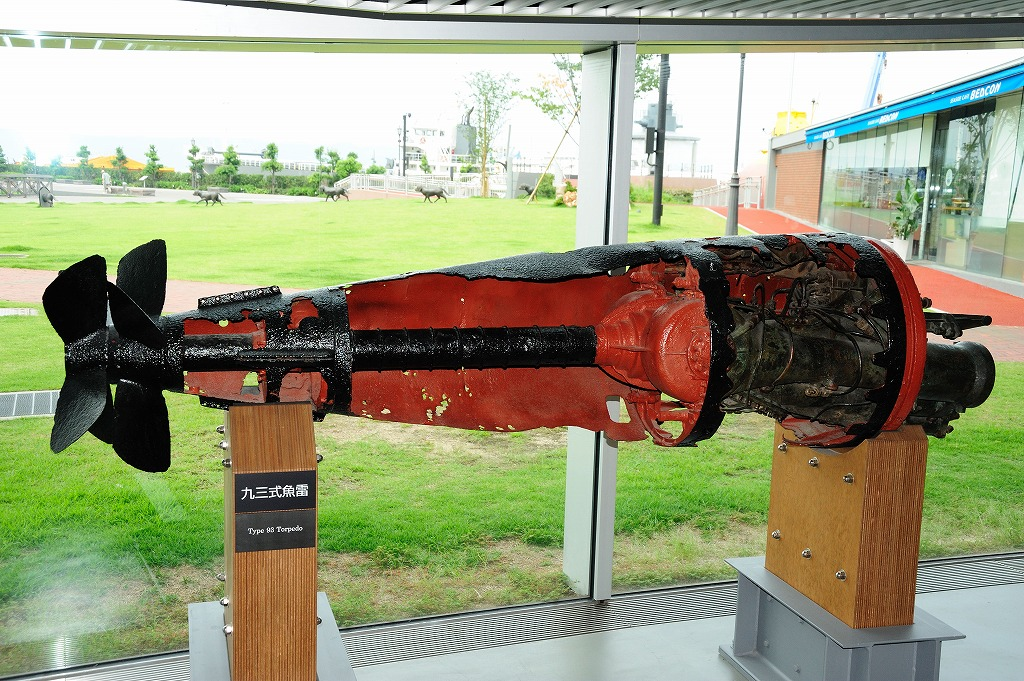
Движитель Т-93 в Музее морской истории в г. Курэ

Конструктивно торпеда Т-93 включала головную боевую часть (зарядное отделение), кислородный и воздушный резервуары, носовой баллон управляющего воздуха, двигательный отсек с аксиальным поршневым двигателем, хвостовой баллон управляющего воздуха, и винто-рулевую группу.

### Особенности кислорода как окислителя
При разработке аксиального кислородного поршневого двигателя серьезную проблему составляло обеспечение безопасного поджога смеси в камере сгорания при запуске. При использовании чистого кислорода при первичном зажигании имелась серьезная опасность взрыва двигателя и торпеды непосредственно в торпедном аппарате корабля или подводной лодки. При пуске кислородного двигателя Т-93 и Т-95 применялась система подачи из отдельного воздушного резервуара сжатого воздуха в качестве первичного окислителя с постепенным переводом смеси на чистый кислород путем его ступенчатой подачи после выхода двигателя на стабильный режим высокой мощности. Фактически, до 30 секунд после пуска двигатель работал как обычный парогазовый воздушный, после чего переходил на окисление топлива чистым кислородом.
Для обеспечения первичного пуска и дальнейшей работы двигателя Т-93 имела в корпусе
- основной кислородный резервуар
- отдельный баллон сжатого воздуха (13 л с регулятором давления и безопасными обратными клапанами)
- смесительный кислородо-воздушный клапан

Зажигание осуществлялось при помощи сжатого воздуха, который из баллона через регулятор подавался непосредственно в камеру сгорания. После стабилизации рабочего режима и начала понижения давления в воздушном баллоне, через смесительный кислородо-воздушный клапан в баллон сжатого воздуха начинал подаваться кислород из кислородного резервуара, из-за чего степень обогащения воздуха кислородом постепенно повышалась. После полного израсходования сжатого воздуха в воздушном баллоне оставался чистый кислород, и двигатель переходил на работу на чистом кислороде на повышенной мощности.
Особенность парогазового кислородного двигателя большой мощности состоит также в отсутствии необходимости применять пресную (дистиллированную) воду для образования в камере сгорания чистой парогазовой смеси. Использование керосин-кислородной смеси с высоким КПД сгорания давало возможность использовать парообразования соленую забортную воду. Закачиваемая в торпеду бортовым насосом забортная вода также использовалась и для охлаждения стенок моторного отсека.

#### Боевая часть
Торпеда Т-93 несла тяжелую (0,5 т для первой и 0,8 т для третьей модификации) и очень мощную для своего времени БЧ с морским ВВ-97 (60 % тротила и 40 % гексила, на 10 % бризантнее тротила). ВВ-97 уступало в бризантности ВВ Торпекс ВМС США (в полтора раза бризантнее тротила), при этом торпеда Мk.14 ВМС США несла 290 кг торпекса, а Т-93 — 490 кг ВВ-97 (эквивалент 470/590 кг тротила).

#### Воздушные резервуары
Рабочий окислитель (кислород 98 %) хранится в цельнофрезерованном из никель-хром-молибденовой стали бортовом кислородном резервуаре (980 л, 225 атм). Основной кислородный резервуар находится за головной частью и крепится к ее задней стенке. Толщина стенок резервуара 1,2 см, при длине торпеды 9 м и диаметре 61 см кислородный резервуар занимает до более трети длины корпуса торпеды (3,5 м).
Пусковой сжатый воздух хранится в бортовом воздушном баллоне (13,5 л, 230 атм). Через регулятор давления воздушного баллона (до 10 атм) воздух и далее постепенно кислород подаются в камеру смешения, где смешиваются с керосином, и под давлением впрыскиваются в камеру сгорания.

#### Двигательный отсек
Стенки двигательного отсека двойные с циркуляцией забортной водой для охлаждения. толщина стенок 3.2 мм нержавеющей стали (1.8 мм в хвостовой части), швы герметичные сварные. Двигатель торпеды поршневой аксиальный двухцилиндровый, рабочее тело керосин, окислитель кислород.

#### Баллоны воздуха высокого давления
Управляющий воздух высокого давления (40.5 л, 230 атм) используется для работы приводов рулей поворота и глубины. Автомат рулей глубины контролируется глубиномером, автомат угла поворота — гироскопом торпеды.

#### Хвостовые рули
Автомат хвостовых рулей поворота управляется инерциальным гироскопом, заранее настроенным на расчетный курс до заданной точки. При подготовке торпеды в аппарате гироскопический диск диаметром 15 см и толщиной 8 см (на воздушных торпедах — 7 см) раскручивается пневмосистемой торпеды до рабочего числа оборотов (8 тыс. об./мин.). Торпедный гироскоп Т-93 имел достаточно длительное время подготовки и выхода на рабочую скорость вращения, которая должна была обеспечивать устойчивость торпеды на курсе ходом свыше 35 уз. (максимальный ход линейных кораблей 1930 гг.). В зависимости от характеристик гироскопа теоретически возможен залп кормовыми торпедными аппаратами с огибанием торпедой корабля и выходом на боевой курс в передней полусфере, который, однако, никогда не применялся.

#### Соосный гребной движитель
Гребной движитель имеет два соосных четырехлопастных гребных винта на полом гребном валу, приводимом в движение конической зубчатой передачей.

## Боевое применение
Основная торпеда надводных сил Т-93 показала себя эффективным оружием - одного попадания было достаточно, чтобы на полгода вывести из строя корабль класса крейсер, два означали очень тяжёлые повреждения, три не оставляли кораблю шансов уцелеть. Всего за годы войны этими торпедами было потоплено 23 корабля союзников, в том числе 1 авианосец, 11 крейсеров и 11 эсминцев. Ещё 13 были тяжело повреждено и надолго оказались в ремонте.

### Оккупация Индонезии (февраль 1942 г.)
В феврале 1942 г. в ходе столкновений с легкими и крейсерскими силами ВМС Великобритании и Нидерландов в Яванском море у Сурабаи, несмотря на то, что надводные силы противника были слабее, крейсерские силы группировки Юг выпустили до 2 тыс. снарядов ГК на корабль, не добившись уничтожения противника. Одновременно в ходе боя ВМС активно применяли тактику дальних торпедных залпов с удаления свыше 10 км (54 каб), однако из 180 подтвержденных пусков удалось добиться только четырех попаданий. 
- 19.2.1942 г. - в пр. Бадунг торпедным залпом ЭМ Асасио уничтожен ЭМ П. Хейн ВМС Нидерландов
- 27.2.1942 г. - у побережья Сурабаи торпедным залпом крейсерского дивизиона I ранга Хагуро-Нати уничтожен лёгкий крейсерский дивизион Дерюйтер-Ява и ЭМ Кортенар ВМС Нидерландов

При торпедных залпах на дистанцию до 20 км (108 каб) торпедным БЧ дивизиона кр. I р. Хагуро-Нати удалось добиться только по одному попаданию из 12 пусков с удаления 12 км (65 каб). Одним торпедным попаданием с кр. I р. Хагуро был уничтожен ЭМ Кортенар ВМС Нидерландов, после чего в ходе артиллерийско-торпедного боя с крейсерами Дерюйтер-Ява оба крейсера были уничтожены двумя торпедными попаданиями, а третьим поврежден крейсер Эксетер ВМС Великобритании.
- 1.3.1942 г. - в Зондском проливе торпедным залпом крейсерского дивизиона I ранга Могами-Микума уничтожены тяжёлый крейсер Хьюстон ВМС США и лёгкий крейсер Перт ВМС Австралии. В этом же бою имелся факт промаха и поражения собственных кораблей (см. ниже). После этого боя крейсерские и легкие силы Императорской Японии отказались от тактики применения Т-93 на дистанциях свыше 10 км.
- 1.3.1942 г. - в море Ява торпедным залпом ЭМ Икадзути уничтожен крейсер Эксетер ВМС Великобритании

### Огонь по своим
Из-за большой дальности и мощности торпед с кислородным двигателем при отклонении от курса или промахе имели место и случаи случайного поражения собственных кораблей.

#### Десант в Батавии и бой в Зондском проливе (февраль 1942 г.)
В ходе высадки десанта обшевойсковой армии (ОА) №16 Сухопутных войск в п. Батавия (о. Ява) 1.3.1942 г. в результате ночного залпа кр. I р. Могами по тяжелому крейсеру Хьюстон ВМС США в Зондском проливе шесть Т-93 прошли мимо цели и поразили суда десанта Сухопутных войск.
Первым в 1:35 ночи по Токио возле п. Батавия торпедным попаданием в правый борт был уничтожен тральщик охранения десанта, через три минуты разрывами еще двух торпед поражены штабные корабли десанта: 
- первый в мире на тот момент универсальный десантный корабль Синсю (на момент десанта временно Рюдзё)
- десантное судно Сакура
- судно-госпиталь Хорай
- пытался избежать попадания, но был поврежден и затонул транспорт Тацуно.

При торпедных попаданиях в оба штабных корабля ОА №16 погибло до ста офицеров управления армии. На УДК Синсю при взрыве был сброшен в воду командарм с подчиненными (генерал-лейтенант Х. Имамура). На десантном судне Сакура в момент попадания находился штаб ОА №16, подразделения дальней радиосвязи группировки, шифровальный отдел штаба армии и аккредитованные военные корреспонденты. Примерно через 3 часа генерал-лейтенант Х. Имамура и выжившие офицеры штаба армии были спасены из воды спасательными партиями с десантных судов. Через месяц УДК Синсю был поднят и возвращен в метрополию на капитальный ремонт.
Несмотря на тяжелые потери и огромный ушерб (офицеры штаба армии, десантный корабль, десантные транспорта, судно-госпиталь и тральщик охранения) штаб группировки Сухопутных войск предложил скрыть факт потерь от «дружественного» огня и считать корабли и людей погибшими от торпедной атаки кораблей противника.  После подъема УДК Синсю в акватории п. Батавия была найдена хвостовая часть сдетонировавшей Т-93, что подтвердило факт огня по своим. Несмотря на это, длительное время официально считалось, что десант в Батавии был атакован легкими силами и катерами противника.

### Сражения за Соломоновы острова (осень 1942 г.)
- 9.8.1942 г.  - в ночном бою у о. Саво торпедным залпом ДКР №5 (кр. I р. Аоба-Како-Кинугаса-Фурутака) уничтожены тяжёлые крейсера Канберра ВМС Австралии и Куинси ВМС США
- 22.8.1942 г. - ЭМ №387 Блю ВМС США торпедным залпом ЭМ Кавакадзэ.
- 24.8.1942 г. - в ходе боевых действий у о. Гуадалканал веерным залпом из шести торпед Т-95 по АВ №7 Уосп ВМС США ПЛ К-19 добилась уничтожения авианосца тремя попаданиями, после чего из трех промахнувшихся торпед на удалении 50 каб (9.3 км) две поразили находившийся примерно в пяти милях дальше ЛК Сев. Каролина.
- 26.10.1942 г. - у арх. Св. Креста торпедным залпом ЭМ Акигумо-Макигумо уничтожен  АВ №8 Хорнет.
- 13.11.1942 г. - у о. Гуадалканал торпедным залпом легких сил уничтожены лёгкий крейсер №51 Атланта (с ЭМ Акацуки) и ЭМ Бартон-Лэффи-Уолк-Бенхэм ВМС США.
- 30.10.1942 г. - у м. Тассафаронга торпедным залпом ЭМ «Оясио» уничтожен тяжёлый крейсер Нортхэмптон ВМС США

### Вторая половина войны
- 5.6.1943 г. - в з. Кула торпедным залпом легких сил уничтожен ЭМ «Стронг» ВМС США
- 5.6.1943 г. - торпедным залпом легких сил (ЭМ Судзукадзэ-Таникадзэ) уничтожен лёгкий крейсер №50 Хелена ВМС США
- 12.6.1943 г. - у Коломбангара торпедным попаданием тяжело повреждён и позже затоплен ЭМ №433 Гуин ВМС США.
- 6.10.1943 г. - у о. Велья-Лавелья торпедным залпом ЭМ Югумо уничтожен ЭМ №451 Шевалье ВМС США
- 3.12.1944 г. - в з. Ормок торпедным залпом ЭМ Такэ уничтожен ЭМ №695 Купер ВМС США[5]

## Сохранившиеся экземпляры
К настоящему времени сохранилось пять экземпляров торпеды в музеях:
1. Военный музей Юсюкан храма Ясукуни, Токио, Япония
2. Национальный музей, Порт-Морсби, Папуа-Новая Гвинея
3. Мемориал линкора «Аризона», Пёрл-Харбор, США
4. Командное училище ВМС США, Аннаполис, США
5. Имперский военный музей в Даксфорде, Великобритания